# Benalmádena
Benalmádena er en by og kommune i det sydlige Spanien i provinsen Málaga. Den har et indbyggertal på 77.654 (2024) indbyggere og ligger 12 kilometer vest for Málaga på Costa del Sol mellem Torremolinos og Fuengirola. Den gæstes af et stort antal turister. Benalmádena-området er er kendt for sine strande, turistattraktioner som Colomares Slot og "Benalmadena Marina" og er hjemsted for den 33 meter høje buddhistiske "Benalmádena Stupa".